# 河村美侑
河村 美侑（かわむら みゆ、1998年5月12日 - ）は、日本の女子バスケットボール選手である。ポジションはポイントガード。

## 来歴
北海道出身。
札幌山の手高校、専大で全国大会を経験。
2021年、新潟アルビレックスBBラビッツにアーリーエントリーを経て加入。
2025年、新潟を退団。

## 受賞歴
- Wリーグ 2023-24スティール1位